# Francis Hauksbee

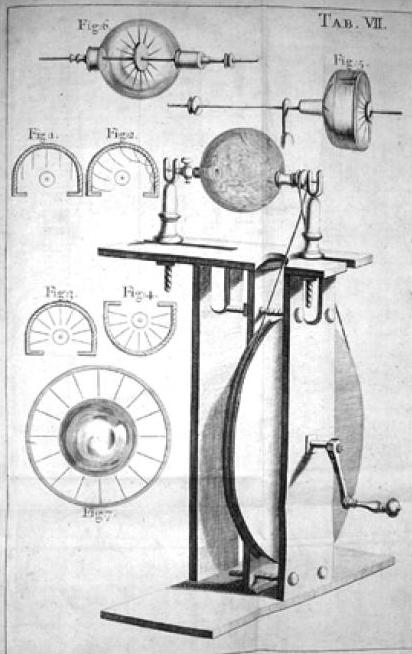
Generatore di Hauksbee

Francis Hauksbee  (anche Hawksbee) (Colchester, 1660 – Londra, 1713) è stato uno scienziato britannico, noto per i suoi studi sull'elettricità e sulla repulsione elettrostatica.

## Biografia
Verso il 1705, Hauksbee scoprì che ponendo una piccola quantità di mercurio nell'ampolla di un generatore di Otto von Guericke, da lui modificato aumentandone l'efficienza per mezzo di una manovella e di un disco demoltiplicatore, dopo aver fatto un moderato vuoto al suo interno bastava appoggiare una mano sulla superficie esterna dell'ampolla per provocare una luminescenza di intensità sufficiente a permettere la lettura. Questo effetto è alla base del funzionamento della lampada al neon e della lampada a vapori di mercurio.  
Hauksbee continuò a condurre esperimenti sull'elettricità, costruendo apparecchiature atte a generare e dimostrare vari effetti elettrici. Nel 1708 scoprì, indipendentemente da Jacques Charles, la legge della proporzionalità del volume e della temperatura di un gas a pressione costante, oggi nota come prima legge di Gay-Lussac, senza darne però una formulazione matematica rigorosa.
Diventò assistente di Newton, che lo nominò sperimentatore e costruttore di strumenti scientifici della Royal Society, della quale era diventato da poco presidente. Fu eletto membro della Royal Society il 30 novembre 1705. 
Pubblicò l'opera Physico-Mechanical Experiments on Various Subjects (1709), contenente la descrizione dettagliata dei suoi esperimenti e studi scientifici.